# Coppa Bernocchi 2013
La Coppa Bernocchi 2013, novantacinquesima edizione della corsa e valida come evento dell'UCI Europe Tour 2013 categoria 1.1, si svolse il 22 agosto 2012 su un percorso di 200 km. Fu vinta dall'italiano Sacha Modolo che terminò la gara in 4h38'35", alla media di 41,820 km/h.

## Squadre e corridori partecipanti
| N.      | Cod. | Squadra                      |
| ------- | ---- | ---------------------------- |
| 1-8     | BAR  | Bardiani Valvole-CSF Inox    |
| 11-18   | AST  | Astana Pro Team              |
| 21-28   | KAT  | Katusha Team                 |
| 31-38   | LAM  | Lampre-Merida                |
| 41-48   | EUC  | Team Europcar                |
| 51-58   | AND  | Androni Giocattoli-Venezuela |
| 61-68   | COL  | Colombia                     |
| 71-78   | VIN  | Vini Fantini-Selle Italia    |
| 81-88   | CCC  | CCC Polsat Polkowice         |
| 91-98   | MTN  | MTN-Qhubeka                  |
| 101-108 | RVL  | RusVelo                      |

| N.      | Cod. | Squadra                     |
| ------- | ---- | --------------------------- |
| 111-118 | SOJ  | Sojasun                     |
| 121-128 | CSS  | Champion System             |
| 131-138 | TSV  | Topsport Vlaanderen-Baloise |
| 141-148 | CEF  | Ceramica Flaminia-Fondriest |
| 151-158 | PPO  | Nippo-De Rosa               |
| 161-168 | UNA  | Utensilnord-Ora24.eu        |
| 171-178 | AMO  | Amore & Vita                |
| 181-188 | MKT  | Meridiana-Kamen Team        |
| 191-198 | RUS  | Russia                      |
| 201-208 | LET  | Leopard-Trek Continental    |

## Ordine d'arrivo (Top 10)
| Pos. | Corridore         | Squadra       | Tempo    |
| ---- | ----------------- | ------------- | -------- |
| 1    | Sacha Modolo      | Bardiani CSF  | 4h38'35" |
| 2    | Roberto Ferrari   | Lampre-Merida | s.t.     |
| 3    | Filippo Baggio    | Cer. Flaminia | s.t.     |
| 4    | Andrea Piechele   | Cer. Flaminia | s.t.     |
| 5    | Daniele Colli     | Vini Fantini  | s.t.     |
| 6    | Alberto Cecchin   | Nippo-De Rosa | s.t.     |
| 7    | Enrico Rossi      | Meridiana     | s.t.     |
| 8    | Simone Ponzi      | Astana        | s.t.     |
| 9    | Eugenio Alafaci   | Leopard-Trek  | s.t.     |
| 10   | Laurens De Vreese | Sport Vlaand. | s.t.     |